# أليوت أوسبورن
أليوت أوسبورن (بالإنجليزية: Elliot Osborne)‏ هو لاعب كرة قدم بريطاني في مركز الوسط، ولد في 12 مايو 1996 في ستوك أون ترينت في المملكة المتحدة. لعب مع ستوكبورت كونتي ونادي ترانمير روفرز.

## وصلات خارجية
- أليوت أوسبورن على موقع قاعدة بيانات كرة القدم.إي يو (الإنجليزية)
- أليوت أوسبورن على موقع Soccerbase.com (لاعب) (الإنجليزية)
- أليوت أوسبورن على موقع Soccerway.com (الإنجليزية)